# Emmanuel d’Alzon
Emmanuel-Joseph-Marie-Maurice Daudé d'Alzon (n. 30 august 1810, Monts, Languedoc-Roussillon, Franța – d. 21 noiembrie 1880, Nîmes, Franța) a fost un preot-călugăr (ieromonah) asumpționist francez, publicist și fondator al Congregației Augustinienilor Asumpționiști, care se găsește și în România. Ca parte a procesului de beatificare, Papa Ioan Paul al II-lea l-a ridicat la rangul de „venerabil” în anul 1991. 

## Viața
Emmanuel d'Alzon provenea dintr-o familie nobiliară din Cevennes din Masivul Central; el era cel mai în vârstă dintre patru copii. După o educație primară privată la castelul familiei din Lavagnac, în departamentul Hérault, între 1823 și 1828 a urmat școlile secundare la Paris. În 1828 a început să studieze dreptul, dar nu l-a continuat datorită întâlnirilor sale cu dominicanul Jean Baptiste Henri Lacordaire, pe  Olympe-Philippe Gerbet, teolog catolic și fondatorul revistei La Revue catholique, istoricul și politicianul Charles de Montalembert și alții. 
În 1832 a intrat la seminarul din Montpellier, iar în 1835 s-a mutat la Roma pentru a studia în continuare teologia. La data de 26 decembrie 1834, el a fost hirotonit preot . D'Alzon a fost mai întâi preot la Nîmes, iar apoi a devenit vicar general în eparhia de Nîmes în 1839. În 1845, cu ajutorul lui Marie-Eugénie de Jésus, a înființat Congregația Asumpționiștilor. În 1862 l-a cunoscut pe papa Pius al IX-lea și i-a prezentat orrdinul său religios. În 1865 a pus bazele Oblatelor Asumpțiunii Fecioarei Maria. 
Congregația fondată de Pr. Emmanuel d’Alzon se numește Părinții Augustinieni Asumpționiști. Augustinieni, deoarece student fiind la Roma, Emmanuel d’Alzon descoperă scrierile marelui teolog din antichitatea creștină, Augustin al Hiponei, 354-430. De aceea a manifestat imediat dorința de a da noii sale congregații ca regulă de viață Regula Sf. Augustin, care începe cu aceste cuvinte inspirate din Faptele Apostolilor, 4, 32: mai întâi de toate trăiți unanim în casă, un sigur suflet și o singură inimă, orientați spre Dumnezeu. Astfel, Sf. Augustin devine părintele spiritual care va inspira atât fondatorul cât și discipolii săi care devin foarte repede destul de numeroși.
În 1880, în colaborare cu Vincent de Paul Bailly, d'Alzon a fondat Maison de la Bonne Presse ("Casa presei bune")  și cotidianul catolic La Croix, care apare și astăzi și care a exercitat o mare influență asupra catolicismului din Franța. 
Pr. prof. Lucian Dîncă explică contextul deciziilor lui Emmanuel d’Alzon astfel: „Din punct de vedere geografic, d’Alzon poate fi definit un om meridional, atât prin caracter cât și prin spirit, iar din punct de vedere ecleziastic, este un om al Bisericii, vicar general al diecezei sale. Contextul politic în care a trăit Emmanuel d’Alzon este cel imediat Revoluției franceze, perioadă a istoriei Franței care începe cu deschiderea Statelor generale în 1789 și se termină cu lovitura de stat dirijată de Napoleon Bonaparte în 1799. Contextul ecleziastic era cel al galicanismului (Biserica Franței, sub influența politică, dorea eliminarea papalității din organizarea sa internă) și ultramontanismului (minoritate a Bisericii franceze care dorea să afirme primația și jurisdicția Papei asupra puterii politice și religioase, un curent antigalican). Acest context, politic și religios, a permis Pr. Emmanuel d’Alzon să se poziționeze în calitate de om al Bisericii, forjându-și deviza: trebuie să merg acolo unde Dumnezeu este amenințat în om iar omul este amenințat ca imagine a lui Dumnezeu. Astfel a început un lucru imens în domeniul apropierii și cunoașterii reciproce a diferitelor confesiuni creștine, în special catolici și protestanți; a fondat școli pentru a contribui la educarea copiilor care nu beneficiau de resurse materiale; a contribuit în mod substanțial la deșteptarea conștiinței Bisericii franceze referitor la pericolele galicanismului, militând în favoarea ultramontanismului.”
Moare în 1870, la vârsta de 70 de ani, lăsând Bisericii Universale o familie spirituală, familia Asumpțiunii, formată din cinci ramuri: Călugărițele Asumpționiste, fondate de fiica sa spirituală, Sfânta Marie- Eugénie de Jésus, Augustinienii Asumpționiști și Oblatele Asumpționiste, fondate de el însuși, în 1850, respectiv 1862, Micile Surori Asumpționiste, fondate de unul din primii săi discipoli, Pr. Etienne Pernet și Oratele Asumpționiste, fondate de un alt discipol, Pr. François Picard.